# Базель-Бадишер-Банхоф
Базель-Бадишер-Банхоф (нем. Basel Badischer Bahnhof) (Базель-Баденский) — один из вокзалов Базеля (Швейцария). Хотя станция находится на территории Швейцарии, перроны и часть внутренних помещений вокзала имеют экстерриториальный статус и принадлежат Германии, сама станция принадлежит немецким железным дорогам. Пограничный переход расположен в подземном переходе, ведущем от зала ожидания к перронам. Базель-Бадишер-Банхоф является одним из двух крупных железнодорожных станций Базеля наравне с вокзалом Базель SBB, который управляется Швейцарскими федеральными железными дорогами.

## История

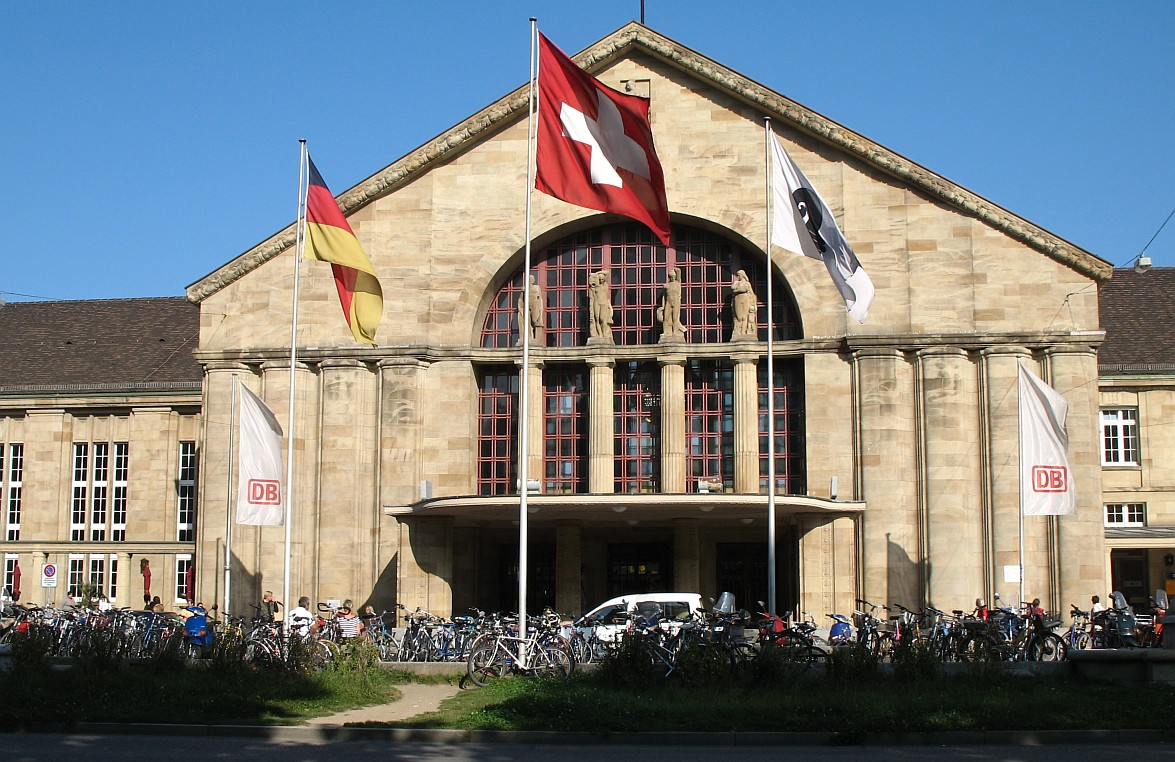
Часть фасада

В марте 1838 года Großherzoglich Badische Staatseisenbahnen (железные дороги великого герцогства Баден) начали строить железную дорогу идущую из Маннгейма через Хайдельберг, Карлсруэ и Фрайбург. Эта железная дорога получила название Hauptbahn или Rheintalbahn. Швейцарская железнодорожная комиссия высказала желание о продлении линии до Базеля и подписала соответствующий контракт с государством Баден в 1842 году.
В январе 1851 года дорога Rheintalbahn была доведена до посёлка Халтинген (часть города Вайль-на-Рейне) рядом со швейцарской границей. Пока между правительствами двух стран не было достигнуто соглашение о строительстве станции в Базеле, пассажиры перевозились через границу на омнибусах.
Наконец 27 июля 1852 года в действие вступило соглашение между правительствами Бадена и Швейцарской Конфедерации, которое продолжает действовать до сих пор. Однако начало строительства задержалось ещё на несколько лет из-за того, что швейцарская сторона хотела, чтобы новый вокзал был тупиковым, в то время как немцы планировали продлить железную дорогу из Базеля далее в Вальдсхут-Тинген.
Линия из Халтингена в Базель открылась 19 февраля 1855 года. Поначалу в качестве вокзала использовалось временное деревянное здание. В 1856 году к этой станции была подведена линия в Констанц. 10 апреля 1859 года Баден и Швейцария достигли соглашения о строительстве постоянного вокзала. Строительство нового вокзала началось в мае того же года.
Станция была перенесена на своё нынешнее место в 1906—1913 годах. Архитектор нынешнего вокзального здания — Карл Мозер (нем. Karl Moser)

## Особый статус

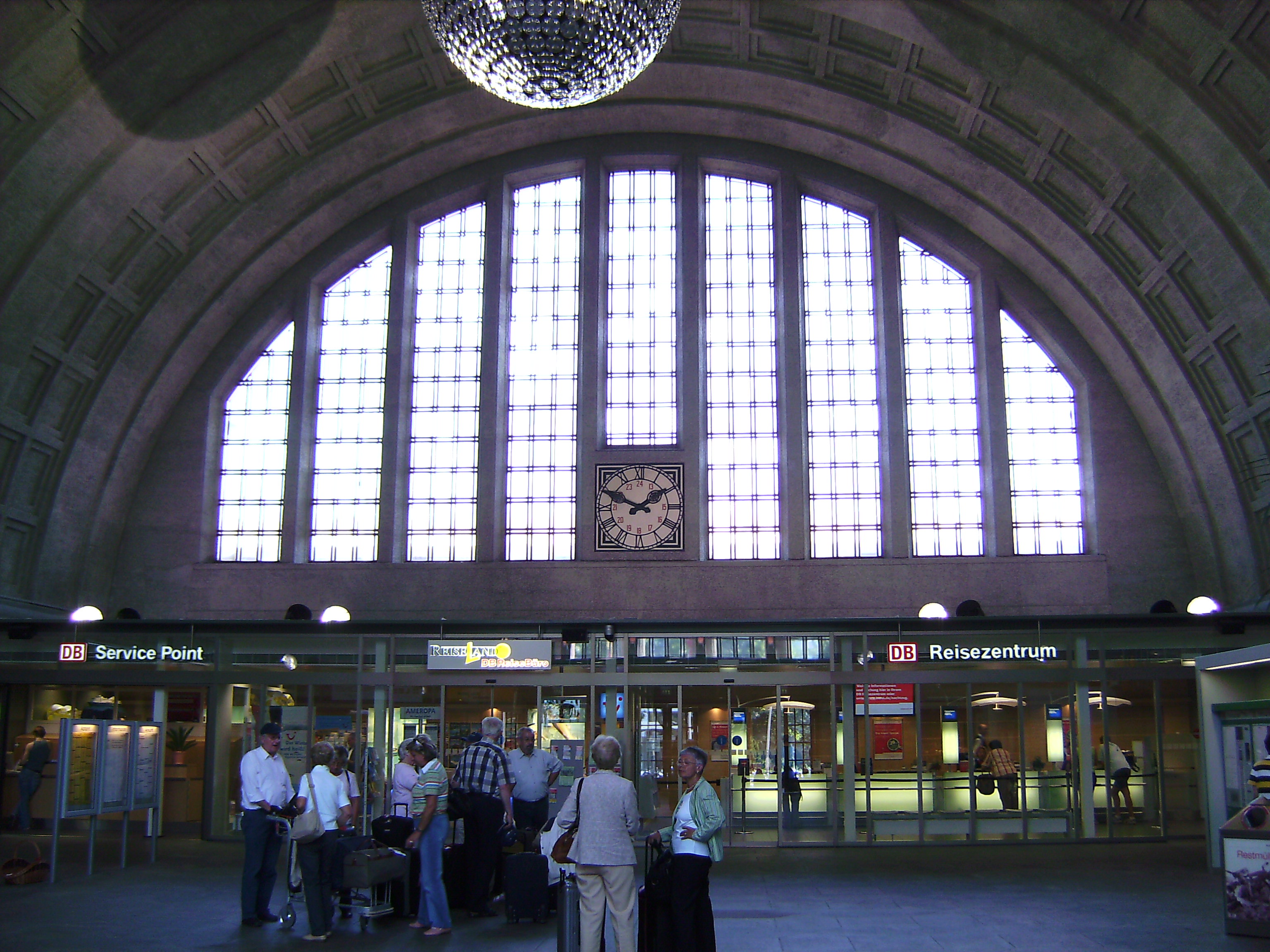
Главный зал

Станция расположена на швейцарской территории, но в соответствии с договором 1852 года большая часть станции (перроны и часть тоннеля, ведущего к ним) имеют статус соответствующий статусу территории Германии. Станция принадлежит и обслуживается немецкими железными дорогами. Однако магазины в холле вокзала (до контрольно-пропускного пункта) расположены в Швейцарии и используют швейцарский франк, а не Евро.
В тоннеле, ведущем от холла к перронам, расположен контрольно-пропускной пункт, который после отмены пограничного контроля больше не действует.